# Paul Frölich (Architekt)
Paul Frölich (* 14. März 1874; † 15. Juni 1946) war ein deutscher Architekt.

## Biografie
Frölich betrieb gemeinsam mit dem Architekten Friedrich Wellermann seit Ende des 19. Jahrhunderts in Bremen das Architekturbüro Wellermann & Frölich, das durch zahlreiche bemerkenswerte Bauten das Erscheinungsbild der Stadt mitgeprägt hat. Ihr Büro befand sich 1898 zuerst im Haus Richtweg 3, von 1899 bis 1901 An der Weide 14, anschließend für zwei Jahre in dem von ihnen erbauten Geschäftshaus Am Wall 163 und seit 1904 bis hinein ins Jahr 1936 in der Kohlhökerstraße 37. Wellermann & Frölich entwarfen markante Bauten, die in ihrer erfolgreichsten Zeit vor dem Ersten Weltkrieg allgemein barocke Stilelemente mit einer durch den englischen Landhausstil beeinflussten modernen Formsprache verbanden. Zu den frühesten Arbeiten der Sozietät zählen 1899 das Wöchnerinnenasyl auf dem Gelände der Krankenanstalt „Am Schwarzen Meer“, das Landhaus des Kaufmanns Caspar Kulenkampff in St. Magnus und die Villa Buchenhof (1906) des Bremer Baumwollkaufmanns Heinrich Müller-Pearse (1873–1946) in Ritterhude-Platjenwerbe; es folgten ab 1907 Schiffsausstattungen für den Norddeutschen Lloyd, das Hotel Atlantic in Hamburg, zahlreiche Wohnhäuser, vor allem im Parkviertel – allein drei davon am Stern –, die Schröder-Bank in der Obernstraße (heute Peek & Cloppenburg) und schließlich ab 1927 verschiedene Erweiterungen des St.-Joseph-Stiftes.
Im Bürgerpark sind Wellermann & Fröhlich mit zahlreichen Bauten vertreten. Die Zusammenarbeit zwischen den Architekten und dem Bürgerparkverein mag sich im Jahre 1903 mit dem Bau des aus dem Vermächtnis des Bremer Bankiers Bernhard Loose gestifteten Wildgeheges so günstig entwickelt haben, dass die Architekten nicht nur den Auftrag für den Ersatz der Niemannbrücke erhielten, sondern auch noch die beiden Inselbrücken am Emmasee westlich des Kaffeehauses mit dem Hoffmann-Pavillon entwerfen konnten. Auch den Melcherspavillon, von Konsul Carl Theodor Melchers 1905 gestiftet, entwarfen Wellermann & Fröhlich für den Bürgerparkverein und ebenso das schöne Aufseherhaus im Stadtwald.

## Bauten und Entwürfe (1898 bis 1936 zusammen mit Friedrich Wellermann)
siehe Friedrich Wellermann #Bauten und Entwürfe (1898 bis 1936 zusammen mit Paul Frölich)